# Cornate d'Adda
Cornate d'Adda (Cornaa in dialetto brianzolo, e semplicemente Cornate fino al 1924) è un comune italiano di 11 032 abitanti della provincia di Monza e della Brianza in Lombardia, dal cui capoluogo Monza dista circa 20 chilometri.
È l'unico comune della provincia che confina con la provincia di Bergamo.
Fa parte del territorio del Vimercatese e del Parco Adda Nord.
Fanno parte del territorio comunali le frazioni di Colnago, Porto d'Adda e Villa Paradiso.

## Origini del nome
L'origine del nome è incerta: potrebbe derivare dal latino cornus (corniolo) per la presenza di questo genere di alberi in zona. Potrebbe anche derivare da corona, ossia margine di un terreno, con l'aggiunta del suffisso -ate. Secondo alcuni si lega al nome di persona Coronus con l'aggiunta del suffisso -ate.

### Secondo le credenze popolari
Si crede che il nome Cornate possa derivare dal fatto che qui fu forse incoronata una regina longobarda: infatti Cornate deriverebbe dallo storpiamento di Coronate.
Un altro possibile significato è quello che dice che il nome Cornate sia preso dalle cornate dell'Adda (cioè un tratto con delle curve nelle quali la corrente è molto potente), che si trovano in questo luogo.

## Storia

### Preistoria
Le popolazioni che abitavano la Brianza non risalgono più in là del Neolitico. L'età del bronzo è rappresentata dagli stanziamenti di palafitticoli delle zone lacustri. L'età del ferro è rappresentata dalle numerose necropoli sparse qua e là anche nelle zone pianeggianti. Si trattava di popolazioni che, abbandonato il nomadismo, si organizzarono in comunità dedite alla caccia e all'allevamento.
L’agricoltura venne introdotta molto lentamente; gli strumenti di pietra levigata furono sostituiti da strumenti di metallo. Anche gli usi e i costumi funerari cambiarono dell'inumazione dell'incinerazione. Le necropoli vennero edificate ancor prima dei centri abitati.
Gli oggetti ritrovati durante gli scavi erano di uso comune e appartenenti a una popolazione dedita al lavoro della terra, molto meno alle armi di cui rimangono pochissimi esemplari.
Alle primitive popolazioni lombarde si suol dare il nome di Liguri, che in principio sconfinavano largamente dall'odierna Liguria; Si trattava di popolazioni appartenenti ad un'epoca precedente all'età romana almeno di otto, nove secoli.

### Celti
L'invasione celtica avvenuta in un periodo non ben calcolabile pose fine all’età preistorica. Una delle più grandi invasioni celtiche avvenne nel IV secolo a.C.; il culto delle divinità materne era praticato nelle culture agricole e così era anche tra i celti, il quale dal X secolo a.C. iniziò una serie di migrazioni verso diverse regioni europee. Il grosso della popolazione celtica si stabilì nel Nord Italia, e una tribù in particolare, gli Insubri, si stabilì nell'area di Milano-Brianza intorno al III secolo a.C.

### Età romana
Cornate fu centro di battaglie tra romani e galli: durante le guerre puniche, il comandante Annibale, riuscì a “convertire” alla sua causa tutti i popoli che avevano fatto degli accordi con il popolo Romano, cioè, con la scusa di essere un liberatore convinse tutti i popoli barbari ad attaccare la potenza italiana. I Galli riuscirono a conquistare Piacenza e Cremona ma nel 222 a. C. l’esercito romano mosse verso la Gallia Cisalpina; i Galli resistettero sulle rive dell’Adda tra Cornate e Trezzo. Inizialmente il popolo Gallo ebbe il sopravvento ma poi la situazione si ribaltò con l’arrivo dei rinforzi dei cenomani, un popolo bresciano.
Venne istituito poi un fitto groviglio di strade ora del quasi tutto scomparse o risultanti da qualche toponimo che si riferisce ad antichi collegamenti. Queste strade erano collegate con le principali arterie a traffico intenso.
L'antico villaggio di Cornate si trovava nella centuriazione romana, una suddivisione del territorio agricolo pubblico. Le sue origini sono testimoniata da un’iscrizione romana rinvenuta nella parte inferiore del campanile della chiesa di San Giorgio essa è stata scritta in diversi modi e consiste in una dedica di un tale Sesto o Sesticio, Matronis et Vicanis. Le Matrone erano divinità femminili di origine celtica.
Le loro lapidi si trovano in luoghi che rivestivano una certa importanza nell'organizzazione sociale delle popolazioni rurali l'interpretazione del termine Vicanis sembra indicare gli abitanti del vicus (villaggio):la dedica verrebbe così chiamato il vincolo sacrale che lega la popolazione alle sue divinità, le matrone.
La presenza del fiume Adda dovette rivestire un'importanza rilevante nella storia e nell'economia di Cornate. Di qui passava una strada romana che dal Veneto conduceva in Liguria e da Medolago risaliva a Porto, dirigendosi poi verso Cornate anche se non esistono documenti attestanti l’entità dei traffici convergenti in questo punto, essi, grazie all'agibilità del guado, dovettero essere consistenti ed il ritrovamento intorno a cornate di monete romane di epoca Imperiale sembra comprovarlo.

### I Longobardi
La prima notizia storicamente fondata su Cornate risale alla fine del VII secolo, intorno al 690, anno in cui si scontrarono Alachis, Duca di Trento e di Brescia, ed il re Longobardo Cuniberto, costretto a difendere con le armi la sua sovranità, dopo che il duca aveva cercato di usurpargli il trono.
L’esito della battaglia fu positivo per Cuniberto che, per immortalare l’impresa, fece costruire un edificio sacro, dedicandolo a San Giorgio, venerato nel Medioevo come protettore delle milizie.
Alcuni storici sostengono che Cuniberto avesse fatto erigere a Cornate un vero e proprio monastero, altri pensano che il termine “monasterium" si riferisse a un chiostro di sacerdoti secolari viventi in comune sotto l’arciprete, con l’obbligo di officiare la chiesa di Cornate.
Secondo gli studi di monsignor Ambrogio Palestra a Cornate venne costituita da un nobile, una vera canonica regolare.
Queste canoniche ricevettero un notevole impulso dal Concilio Lateranense secondo nel 1179, al quale si devono le none circa la limitazione del numero dei canonici.
I religiosi che ne facevano parte era obbligati ad accettare una vita comunitaria che implicava l’officiatura corale e l’adempimento di tutti i doveri connessi al ministero parrocchiale.
A differenza dei monaci, essi, erano presenti nella vita attiva cioè si impegnavano nella costruzione di chiese, nel restauro di chiese abbandonate, il mantenimento del decoro degli altari, la celebrazione della messa cantata quotidiana, la recitazione preghiera liturgica e la correzione dei costumi dei fedeli.
Le canoniche regolari (come San Giorgio) non ebbero lunga vita.
La canonica di Cornate dovette cessare di svolgere le sue funzioni già prima del 1466 e nel secolo successivo San Carlo ne decretò la definitiva soppressione assegnando dignità e redditi alla chiesa Collegiata di San Lorenzo Maggiore di Milano.

### Il Medioevo
La crisi imperiale del III secolo a.C. diede vita ai primi tentativi barbarici di assalire l'Italia. I primi a muoversi furono i Franchi, Alemanni e Goti. Dopo Costantino e Teodosio l'impero si divise, ma sull'Impero d'Occidente si aprì una nuova epoca di invasioni. Dopo le numerose invasioni l'Impero d'Occidente finì. Iniziarono così le dominazioni barbariche. Nel 568 scesero i Longobardi e l'Italia rimase divisa in due parti. Il loro dominio durò due secoli.
I Longobardi furono in deciso contrasto con l'elemento latino cattolico. Per i Longobardi ci volle una lentissima conversione al cattolicesimo.
Che Campus Coronatae fosse un importante centro longobardo si desume dal ritrovamento, avvenuto tra il 1976 e il 1978 in località San Martino, cinque tombe che risultano essere appartenute a personaggi di alto ceto sociale, se si considerano gli oggetti ritrovati al loro interno (crocette dorate, anelli marchiati. La lavorazione dell’oro era abbastanza praticata dai Longobardi).
Si svolgeva quel fenomeno dell'età Alto Medioevo del feudalesimo in cui la società rimase divisa in rigide classi sociali: una nobiltà feudale mantenuta dai redditi agrari provenienti dai loro possedimenti terrieri, un’attiva borghesia che faceva di tutto per liberarsi dai vincoli feudali, i servi legati al padrone da un vincolo personale. A soffrire soprattutto erano i contadini costretti ad una vita grama con pericoli tra cui pestilenze, carestie, malattie endemiche. Tutta questa serie di sciagure e malanni causavano una mortalità infantile altissima che comprometteva lo sviluppo demografico.
Gli abitanti di Coronate dovevano partecipare a queste condizioni di vita. A Cornate e a Colnago sorgevano numerose torri e castelli. Il campanile della chiesa di San Giorgio può essere stato costruito sulla torre del castello, il quale includeva anche la chiesa. Il Castrum Rauca (rocca) può essere identificato con la costruzioni difensive della Rocchetta. Tali costruzioni furono edificate al tempo dei Visconti, quando l'Adda divenne confine tra Milano e la repubblica veneziana. Fortezza e Chiesa era destinate ad un lento deperimento, finché furono inclusi nella parrocchia di Cornate.
Nel X secolo probabilmente Cornate era un villaggio di notevole importanza, in quanto vi troviamo edificati due castelli: il primo che racchiudeva la Chiesa di San Giorgio, il secondo chiamato Rauca cioè rocca.
Un noto simbolo dell'epoca medievale all'interno del comune di Cornate è la torre medievale di via Castello a Colnago.

#### Le istituzioni feudali - lo stato di Milano
Nel cinquecento furono nove i maggiori centri abitati lombardi, designati col nome di città. Il centro urbano principale era Milano, con 120 000 abitanti circa, venivano poi Cremona, Pavia, Como e Lodi.

#### Le istituzioni politiche
Politicamente lo stato di Milano era, dal 1277 lo stato territoriale-dinastico dei Visconti e poi, nel 1450, degli Sforza. Nel 1535 era definitivamente di proprietà di Carlo V d'Asburgo. Francesco II Sforza confermò le riforme di Francesco I di Francia, e neppure la dominazione spagnola recò innovazioni sostanziali. L'Imperatore non compì infatti nessun tentativo di centralizzare il potere ma concesse una certa autonomia al Senato, simbolo della classe dirigente lombarda. Le nuove Costituzioni — opera di giuristi milanesi — lasciarono sostanzialmente inalterato l'Editto di Vigevano (che eliminò i consigli ducali, istituiti da Gian Galeazzo Visconti).
Limitando l'autonomia del governatore, l'imperatore sfruttava l'antagonismo tra le due parti, per presentarsi sempre come arbitro ultimo tra i due poteri.

#### Il feudo di Cornate nel XVI secolo
Durante il cinquecento e il seicento, Cornate costituiva il contado della Bazzana ed era un villaggio rurale che si estendeva per circa quindicimila pertiche di superficie. La maggior parte della popolazione era dedita all'agricoltura. La condizione di vita di quest'ultimi era scarsa, povera e indigente. Costretti ad una vita di quotidiane miserie, tutti i membri delle famiglie si dedicavano completamente al lavoro, spesso trascurando gli obblighi morali imposti dalla Chiesa, come la partecipazione alle sacre funzioni e la separazione del marito dalla moglie. Erano anche soggetti a carestie, particolarmente gravi per l'agricoltura. I contadini dovevano far fronte al pagamento di carichi fiscali sempre più onerosi, a cui si aggiungeva il pericolo è il peso dell'alloggiamento dei militari. La popolazione cornatese sperimentò gli effetti deleteri dello stanziamento dei soldati nel suo territorio nei primi decenni del seicento.
Il 18 ottobre 1538 il feudo di Cornate venne acquistato da Pagano d'Adda direttamente dalla Camera Regia.

#### Il feudo di Cornate nel XVII secolo
Nel XVII secolo il feudo di Cornate doveva conservare immutata la configurazione precedente. Tale feudo comprendeva il comune di Cornate, composto da circa 40 case strette intorno alla chiesa parrocchiale, e da qualche cascina sparsa. In paese non vi erano osterie né panetterie o altri negozi alimentari. Anche nei dintorni non c’erano abitazioni di pubblici ufficiali, o carceri, o conventi o aziende. Quasi la totalità della popolazione era dedicata all'agricoltura. Lungo il fiume e la preghiera era possibile cacciare, ma la pesca nell'Adda era permessa solo alla famiglia Airoldo, abitante della cascina della Resega, per lire 80 di fitto all'anno.
Tutto il territorio del feudo era diviso in 500 appezzamenti di terreno variamente coltivato, di cui il più vasto si estendeva per circa 900 pertiche; gli altri appezzamenti erano divisi fra numerosi proprietari, per lo più residenti in città. Vi si coltivava ogni tipo di pianta ad eccezione del riso, ma particolarmente importante era la produzione del vino. Il gelso per la produzione del baco da seta non era ancora molto diffuso. L'economia della zona, basata all'agricoltura, aveva favorito il mantenimento del feudo, che si adattava ad una vita di mantenimento contadini e patriarcale. Cornate aveva mantenuto le sue istituzioni feudali, mentre altri, avevano approfittato della vendita dei feudi, avvenuta nel 1652, per redimersi dall'infeudazione. "Redimersi dall'infeudazione" voleva dire sottrarsi definitivamente dal controllo di un feudatario venendo così a dipendere direttamente dallo Stato.
La redenzione comportava il pagamento di una tassa che veniva divisa per il numero delle famiglie della comunità. L'essere liberi dal feudatario non comportava né la riduzione delle imposte né cambiamenti di qualche rilievo.
I contadini generalmente non erano interessati alla redenzione, al contrario fautori della redenzione erano i proprietari di terreni che speravano, tolto il feudatario, di estendere la loro autorità sulla Comunità.
Le condizioni economiche di molti feudatari nella seconda metà del XVI secolo erano spesso molto precarie e vicina al fallimento. Pur di mantenere il loro prestigio questi feudatari erano ricorsi a numerosi prestiti, impegnati a pagare anche i relativi interessi.
La popolazione del feudo di Cornate nel 600 era in notevole aumento. Dai 538 abitanti del 1619 erano aumentati, nel 1686, a 670 abitanti e a 715 nel 1696, con un incremento annuo dello 0,3%.
Queste cifre però comprendono anche gli abitanti di Porto che, ecclesiasticamente, appartenevano alla parrocchia di Cornate. Si è comunque calcolato che essi fossero meno della metà del totale. In quanto all'organizzazione politica Cornate aveva un Consiglio Generale della comunità che consisteva in tre deputati, un sindaco e un console.
La presenza del sindaco e del console anche nella seconda metà del 600 è comunque testimoniata da numerosi documenti che riportano persino nome e cognome di entrambi.

### Il Settecento
Il settecento è caratterizzato dal dominio, prima spagnolo e poi austriaco, sull'Italia.
Il passaggio dal dominio spagnolo a quello austriaco favorì molti miglioramenti in campo culturale, scientifico ed economico, continuante fino al Risorgimento.
L’attività di Cornate era quasi esclusivamente agricola e poco progredita. Non molti proprietari terrieri si dividevano le terre di Cornate. La maggior parte della proprietà terriera apparteneva al Capitolo di San Lorenzo di Milano, anche se nel 1607 aveva concesso alcune terre ai Monaci Agostiniani. Possedevano qualche terreno anche i Padri Gesuiti, come per esempio Villa Paradiso. Anche le famiglie Sormani e Cicogna. Successivamente caddero le grandi proprietà fondiarie: quella dei Cicogna e quella dei Gesuiti, dopo la soppressione della Compagnia nel 1773.

### L'Ottocento
Nel corso del Settecento e nella prima metà dell'Ottocento c'è stato un notevole incremento della coltura dei bachi da seta, principalmente nell'Italia settentrionale e soprattutto in Lombardia. Specialmente i brianzoli erano considerati maestri nell'allevamento dei filugelli. Nel 1870 il paese, con le due frazioni di Colnago e Porto, venne istituito come municipio e contava 3 973 abitanti.

### Il Novecento
L'attività prevalente della popolazione cornatese fu, dunque, l’agricoltura, fino all’inizio del Novecento quando cambiò in maniera significativa grazie alla costruzione di due centrali idroelettriche (Bertini ed Esterle) e allo sviluppo dell'industria a Milano che permise a molti di diventare operai. Prima della guerra una parte dei cittadini di Cornate viveva di rendita, tirando a campare meglio che poteva, mentre il potere rimaneva nelle poche famiglie ricche: Nava, Biffi, Manzini e Barbieri. Nonostante tutto ciò i responsabili del comune dovevano provvedere ai cittadini i beni di prima necessità, come pozzi comunali, lavatoi, assistenza ai poveri e agli ammalati.
Gli edifici religiosi venivano ricostruiti o ristrutturati più sollecitamente che quelli civili per i quali le leghe burocratiche si mettevano volentieri di mezzo.
Le guerre mondiali che colpirono l’Italia non risparmiarono il Comune di Cornate che fu notevolmente colpito e perse, nelle due guerre, 180 giovani: un numero notevole se si considera che la popolazione era di 6 000 abitanti.
Cornate d’Adda vanta la presenza di alcuni partigiani tra cui Dino Giani, a cui è dedicata una via nella frazione di Colnago.
Durante l'ultimo periodo della seconda guerra mondiale presso la Cascina dei Preti si consumò il più grave fatto di sangue avvenuto nel comune di Cornate d'Adda, conosciuto come l'eccidio di Cascina Preti.
Durante il periodo bellico a Ponte San Pietro, in provincia di Bergamo, era situato un campo di concentramento per i prigionieri di guerra.
Dopo l'8 settembre 1943 a causa della confusione che ne seguì, i militari di guardia scapparono lasciando incustodito il campo. I prigionieri fuggirono cercando un nascondiglio nei paesi limitrofi.
Anche nella Cascina Preti avevano trovato rifugio prigionieri di guerra, che contraccambiavano l’ospitalità aiutando le famiglie contadine nei lavori dei campi e nella gestione degli animali.
Erano presenti soldati tedeschi e fascisti della Repubblica Sociale Italiana.
Fascisti e tedeschi sfondarono la porta ed entrarono nella stalla, individuando in Luigi Porta il maggior autore della resistenza.
I nazifascisti misero a soqquadro le povere abitazioni delle sei famiglie che vi abitavano, asportando le poche cose in esse contenute, compresi i generi alimentari. Assunsero a pretesto di queste azioni il fatto che secondo i fascisti, i contadini della cascina aiutassero i partigiani locali, i quali, però, non vennero individuati.
Nel giorno della Liberazione i cittadini cornatesi distrussero il ponte costruito dai tedeschi per potersi ritirare.
Negli anni Cinquanta cominciò un progetto di innovazione che ha prodotto un salto di qualità a Cornate e nei paesi brianzoli: 
alle scuole elementari che già c'erano si aggiunse la scuola media.

### Simboli
Lo stemma e il gonfalone sono stati concessi con decreto del presidente della Repubblica del 16 ottobre 1954.
Si pensa che lo stemma di Cornate derivi da quello della nobile famiglia lombarda dei Vimercati (di rosso, al castello di argento, a tre torri, merlato alla ghibellina, aperto e finestrato del campo), che dal 1681 era stata feudataria del feudo di Cornate d'Adda. L'azzurro del colmo si dice cucito sul rosso per indicare la sovrapposizione di colore su colore, e le due spade incrociate, in araldica si dicono in croce di sant'Andrea.
Il gonfalone è un drappo partito di bianco e di rosso.

## Monumenti e luoghi d'interesse
- Centrale idroelettrica Bertini
- Centrale idroelettrica Esterle
- Santuario della Madonna della Rocchetta a Porto d'Adda
- Torre Medioevale, via Castello a Colnago
- Scavi archeologici, nei pressi del Santuario della Rocchetta e in via C.na Preti, Villa Paradiso
- Museo di Leonardo
- Chiuse dell'Adda
- Chiesa parrocchiale di San Giorgio Martire a Cornate con Torre campanaria del 400 che ospita 8 campane in La2 fuse da Giulio Cesare Bizzozero nel 1886 (Fa#3, Sol#3, La3 aggiunte dai fratelli Barigozzi nel 1923, Si2 rifuso da Enrico e Secondo Ottolina nel 1949, Mi3 rifuso da Carlo Ottolina nel 1969)
- Chiesa parrocchiale di Sant'Alessandro martire a Colnago con Torre campanaria che ospita 5 campane in Si2 fuse dai Fratelli Barigozzi nel 1900
- Chiesa di San Giuseppe a Porto con Torre campanaria che ospita 5 campane in Lab3 fuse da Carlo Ottolina nel 1982 e un'altra campana in Mi4 del precedente concerto campanario dell'anno 1966.s
- Villa Sandroni, via Manzoni, Colnago. Secolo XVII (dettagli). Sede ede della Biblioteca comunale, Farmacia comunale, Centro di aggregazione giovanile, parco pubblico e altri servizi alla persona.
- Villa Biffi, piazza XV Martiri, Cornate d'Adda. Villa attualmente lasciata al degrado, ma importante testimonianza della vita contadina del XIX secolo.
- Villa Al Castello (Castel Leon Leoni) Villa Paradiso, fine XVI secolo.
- Cascina dei Preti
- Villa Cicogna - Mozzoni - Vigorelli
- Villa Caccia Dominioni

## Società

### Evoluzione demografica
- 587 nel 1751
- 814 nel 1771
- 900 nel 1805
- 2 154 nel 1809 dopo annessione di Colnago e Porto
- 1 540 nel 1853
- 1 677 nel 1861
- 3 973 nel 1871 dopo annessione di Colnago e Porto nel 1870

Abitanti censiti

### Etnie e minoranze straniere
Secondo i dati ISTAT, al 31 dicembre 2023 la popolazione straniera residente era di 1 055 persone, pari al 9,7% di tutti i residenti.
Le nazionalità maggiormente rappresentate in base alla loro percentuale sul totale della popolazione residente, al 1º gennaio 2024, sono:
| Continente | Maschi | Femmine | Totale | %      |
| ---------- | ------ | ------- | ------ | ------ |
| Europa     | 195    | 254     | 449    | 42,56% |
| Africa     | 233    | 172     | 405    | 38,39% |
| America    | 53     | 77      | 130    | 12,32% |
| Asia       | 34     | 36      | 70     | 6,64%  |
| Oceania    | 0      | 0       | 0      | 0,00%  |
| Apolidi    | 0      | 1       | 1      | 0,09%  |
| Totale     | 515    | 540     | 1 055  | 100%   |

| Stati                | Area                    | Maschi | Femmine | Totale | %      |
| -------------------- | ----------------------- | ------ | ------- | ------ | ------ |
| Romania              | Unione Europea          | 109    | 109     | 218    | 20,66% |
| Albania              | Europa centro orientale | 40     | 44      | 84     | 7,96%  |
| Ucraina              | Europa centro orientale | 15     | 41      | 56     | 5,31%  |
| Moldavia             | Europa centro orientale | 12     | 16      | 28     | 2,65%  |
| Bulgaria             | Unione Europea          | 4      | 8       | 12     | 1,14%  |
| Polonia              | Unione Europea          | 1      | 9       | 10     | 0,95%  |
| Bosnia ed Erzegovina | Europa centro orientale | 3      | 4       | 7      | 0,66%  |
| Bielorussia          | Europa centro orientale | 0      | 4       | 4      | 0,38%  |
| Kosovo               | Europa centro orientale | 2      | 2       | 4      | 0,38%  |
| Spagna               | Unione Europea          | 0      | 4       | 4      | 0,38%  |
| Germania             | Unione Europea          | 2      | 1       | 3      | 0,28%  |
| Macedonia del Nord   | Europa centro orientale | 2      | 1       | 3      | 0,28%  |
| Belgio               | Unione Europea          | 1      | 1       | 2      | 0,19%  |
| Lettonia             | Unione Europea          | 0      | 2       | 2      | 0,19%  |
| Lituania             | Unione Europea          | 0      | 2       | 2      | 0,19%  |
| Paesi Bassi          | Unione Europea          | 2      | 0       | 2      | 0,19%  |
| Russia               | Europa centro orientale | 0      | 2       | 2      | 0,19%  |
| Svizzera             | Altri paesi europei     | 1      | 1       | 2      | 0,19%  |
| Rep. Ceca            | Unione Europea          | 0      | 1       | 1      | 0,09%  |
| Francia              | Unione Europea          | 1      | 0       | 1      | 0,09%  |
| Svezia               | Unione Europea          | 0      | 1       | 1      | 0,09%  |
| Ungheria             | Unione Europea          | 0      | 2       | 2      | 0,09%  |
| Totale Europa        | Totale Europa           | 195    | 254     | 449    | 42,56% |

| Stati          | Area                      | Maschi | Femmine | Totale | %      |
| -------------- | ------------------------- | ------ | ------- | ------ | ------ |
| Marocco        | Africa settentrionale     | 137    | 113     | 250    | 23,70% |
| Egitto         | Africa settentrionale     | 27     | 15      | 42     | 3,98%  |
| Senegal        | Africa occidentale        | 17     | 19      | 36     | 3,41%  |
| Tunisia        | Africa settentrionale     | 9      | 12      | 21     | 1,99%  |
| Nigeria        | Africa occidentale        | 12     | 3       | 15     | 1,42%  |
| Camerun        | Africa centro meridionale | 5      | 3       | 8      | 0,76%  |
| Costa d'Avorio | Africa occidentale        | 6      | 1       | 7      | 0,66%  |
| Ghana          | Africa occidentale        | 6      | 0       | 6      | 0,57%  |
| Algeria        | Africa settentrionale     | 2      | 3       | 5      | 0,47%  |
| Burkina Faso   | Africa occidentale        | 3      | 1       | 4      | 0,38%  |
| Guinea-Bissau  | Africa occidentale        | 2      | 1       | 3      | 0,28%  |
| Mali           | Africa occidentale        | 3      | 0       | 3      | 0,28%  |
| Gambia         | Africa occidentale        | 1      | 0       | 1      | 0,09%  |
| Guinea         | Africa occidentale        | 1      | 0       | 1      | 0,09%  |
| Ruanda         | Africa orientale          | 1      | 0       | 1      | 0,09%  |
| Somalia        | Africa orientale          | 1      | 0       | 1      | 0,09%  |
| Sudan          | Africa settentrionale     | 0      | 1       | 1      | 0,09%  |
| Totale Africa  | Totale Africa             | 233    | 172     | 405    | 38,39% |

| Stati           | Area                       | Maschi | Femmine | Totale | %      |
| --------------- | -------------------------- | ------ | ------- | ------ | ------ |
| Ecuador         | America centro meridionale | 16     | 18      | 34     | 3,22%  |
| Perù            | America centro meridionale | 11     | 22      | 33     | 3,13%  |
| Brasile         | America centro meridionale | 5      | 11      | 16     | 1,52%  |
| Cuba            | America centro meridionale | 5      | 11      | 16     | 1,52%  |
| Bolivia         | America centro meridionale | 5      | 4       | 9      | 0,85%  |
| Colombia        | America centro meridionale | 3      | 3       | 6      | 0,57%  |
| El Salvador     | America centro meridionale | 4      | 2       | 6      | 0,57%  |
| Argentina       | America centro meridionale | 3      | 0       | 3      | 0,28%  |
| Rep. Dominicana | America centro meridionale | 1      | 2       | 3      | 0,28%  |
| Venezuela       | America centro meridionale | 0      | 2       | 2      | 0,19%  |
| Canada          | America settentrionale     | 0      | 1       | 1      | 0,09%  |
| Messico         | America centro meridionale | 0      | 1       | 1      | 0,09%  |
| Totale America  | Totale America             | 53     | 77      | 130    | 12,32% |

| Stati       | Area                    | Maschi | Femmine | Totale | %     |
| ----------- | ----------------------- | ------ | ------- | ------ | ----- |
| Sri Lanka   | Asia centro meridionale | 10     | 13      | 23     | 2,18% |
| Cina        | Asia orientale          | 7      | 5       | 12     | 1,14% |
| Filippine   | Asia orientale          | 2      | 9       | 11     | 1,04% |
| Pakistan    | Asia centro meridionale | 6      | 1       | 7      | 0,66% |
| India       | Asia centro meridionale | 5      | 1       | 6      | 0,57% |
| Libano      | Asia occidentale        | 2      | 3       | 5      | 0,47% |
| Giappone    | Asia orientale          | 1      | 1       | 2      | 0,19% |
| Thailandia  | Asia orientale          | 0      | 2       | 2      | 0,19% |
| Bangladesh  | Asia centro meridionale | 1      | 0       | 1      | 0,09% |
| Birmania    | Asia orientale          | 0      | 1       | 1      | 0,09% |
| Totale Asia | Totale Asia             | 34     | 36      | 70     | 6,64% |

## Amministrazione
| Periodo        | Periodo        | Primo cittadino         | Partito                                          | Carica  | Note          |
| -------------- | -------------- | ----------------------- | ------------------------------------------------ | ------- | ------------- |
| 1970           | 12 giugno 1988 | Pier Giorgio Panzeri    | N.D.                                             | Sindaco | [ 16 ]        |
| 13 giugno 1988 | 27 maggio 1994 | Angelo Renato Cattalini | Democrazia Cristiana                             | Sindaco | [ 17 ] [ 18 ] |
| 28 maggio 1994 | 12 giugno 2004 | Mario Angelo Parma      | PDS e lista civica                               | Sindaco | [ 19 ] [ 20 ] |
| 13 giugno 2004 | 7 giugno 2009  | Giuseppe Ripamonti      | lista civica di centro-sinistra                  | Sindaco | [ 20 ]        |
| 8 giugno 2009  | 26 maggio 2019 | Fabio Quadri            | PdL-Lega Nord e lista civica                     | Sindaco | [ 20 ]        |
| 27 maggio 2019 | 9 giugno 2024  | Giuseppe Felice Colombo | lista civica di centro-destra e Lega             | Sindaco | [ 20 ]        |
| 10 giugno 2024 | in carica      | Andrea Panzeri          | lista civica di centro-sinistra - Insieme si può | Sindaco | [ 21 ]        |

## Eventi e feste

### Storia
Dai tempi di san Carlo Borromeo, la storia di Cornate d'Adda, fu segnata da una profonda impronta religiosa. quando si tratta di restaurare la chiesa o di edificarne una nuova tutta la parrocchia si univa in una organizzazione che continuava per parecchi anni. Il capitale necessario veniva raccolto in gran parte attraverso la raccolta dei soldi e d'oggetti vendibili, pesche di beneficenza, lotterie, donazioni e lasciti. Contadini e operai prestavano gratuitamente mano d'opera, attrezzi da lavoro, mezzi di trasporto: Questo era possibile perché sentivano come proprio quello che stavano costruendo. Alla parrocchia si offrivano primizie dei bachi da seta, del granoturco e del frumento. C' era un clima di solidarietà e unità che si esprimeva nelle varie occasioni; se un contadino si ammalava il suo campo non rimaneva incolto, ma i vicini la lavoravano al posto suo. le feste erano vissute e preparate con entusiasmo da tutta la popolazione. Il parroco era attento che la festa non cadesse in un momento di gravoso impegno per i contadini, come la raccolta del grano o la fienagione al fine di permettere la partecipazione di tutti. Nel pomeriggio c' era la scalata all'albero della cuccagna, ricoperto da un altro strato di grasso con in cima una ruota da cui pendevano leccornie come salami, prosciutti e formaggi.

### Attualità
A Cornate d'Adda si festeggiano le normali feste nazionali come il Natale, la Pasqua, la festa della Liberazione e la festa della Repubblica. Si festeggia anche la festa degli alpini. Un'altra festa importante è quella dedicata al patrono san Luigi, che viene celebrata la seconda domenica di settembre, perché, essendo il giorno di San Luigi il 21 giugno, fino a tardo '900 l'estate era tempo di raccolta, e dunque la festa veniva celebrata in un momento in cui i contadini potessero partecipare. Sebbene il patrono ufficiale sia san Giorgio martire, non viene festeggiata nessuna particolare festa in suo onore.
La piazza di Cornate è denominata XV Martiri, come rievocazione dei 15 partigiani fucilati a Milano, in Piazzale Loreto, il 10 agosto 1944 dai nazifascisti.